# Caraffa del Bianco
Caraffa del Bianco är en ort och kommun i storstadsregionen Reggio Calabria, innan 2017 provinsen Reggio Calabria, i regionen Kalabrien i Italien. Kommunen hade 525 invånare (2017).